# Eysteinn (rei lendário)
Eysteinn (em nórdico antigo: Eysteinn), também referido como Östen (em sueco: Östen), Eustein ou Ósteno (em latim: Eustein, Ostenus), foi um rei lendário da Suécia no século VI. Teria pertencido à Dinastia dos Inglingos, sendo filho do rei Adelo (Adils) e de Irsa, e pai do rei Inguar, o Grisalho. Este rei lendário está referido na Saga dos Inglingos do historiador islandês Snorri Sturluson do século XIII e na História da Noruega do século XII.
A Saga dos Inglingos, do século XIII, conta em nórdico antigo: No tempo de Eysteinn, o território dos Suíones - a Svitjod - foi atacado por vikings noruegueses e dinamarqueses. O rei Eysteinn foi queimado vivo dentro de uma casa pelo rei dinamarquês Sölve da Jutlândia, tendo este ocupado o trono dos Suíones.
| “ | Þá var Eysteinn konungr á veizlu í heraði því er Lofund heitir; þar kom Sölvi konungr á úvart um nótt ok tók hús á konungi, ok brendi hann inni með hirð sínni allri. | ” |
|   | |   |

A História da Noruega, do século XII, conta em latim: Ele era o pai de Eustein a quem os Gautas obrigaram a entrar numa casa e queimaram vivo com os seus homens.
| “ | Hic genuit Eustein, quem Gautones in domo quadam obtrusum cum suis vivum incenderunt. | ” |
|   |                                                                                       |   |